# Liste der Todesopfer an der Berliner Mauer
Die Liste der Todesopfer an der Berliner Mauer enthält alle Personen, die als „Maueropfer“ an der Berliner Mauer zu Tode gekommen sind. Nach den Kriterien eines staatlich geförderten Forschungsprojekts des Zentrums für Zeithistorische Forschung (ZZF) in Potsdam und der Stiftung Berliner Mauer trifft dies mindestens auf 140 Menschen zu. Dazu kommen nochmals mindestens 251 meist ältere Personen, die nach oder bei den Kontrollen an den Berliner Grenzübergängen eines natürlichen Todes – hauptsächlich durch Herzinfarkte – starben. Ergebnisse anderer Untersuchungen werden im Hauptartikel Todesopfer an der Berliner Mauer vorgestellt.
Unter den Menschen, die ihr Leben an der Berliner Mauer einschließlich der Sperranlagen zwischen der DDR und West-Berlin verloren, sind auch Todesfälle unter DDR-Grenzern während der Dienstausübung. Personen, die an der innerdeutschen Grenze ums Leben kamen, sind hier nicht behandelt.

## Kriterien

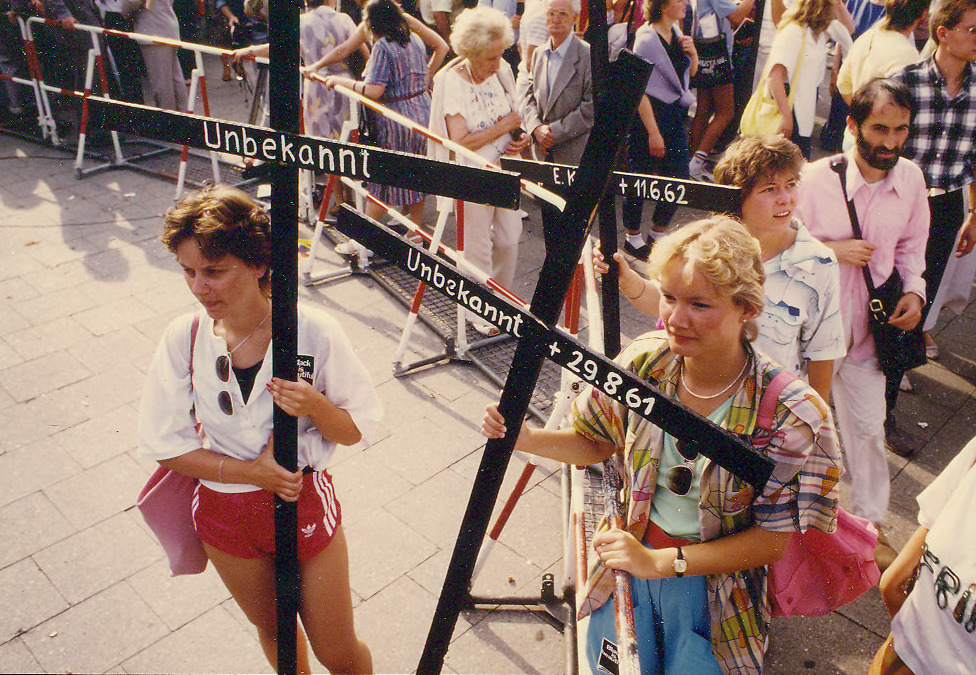
Demonstration in Berlin 1986

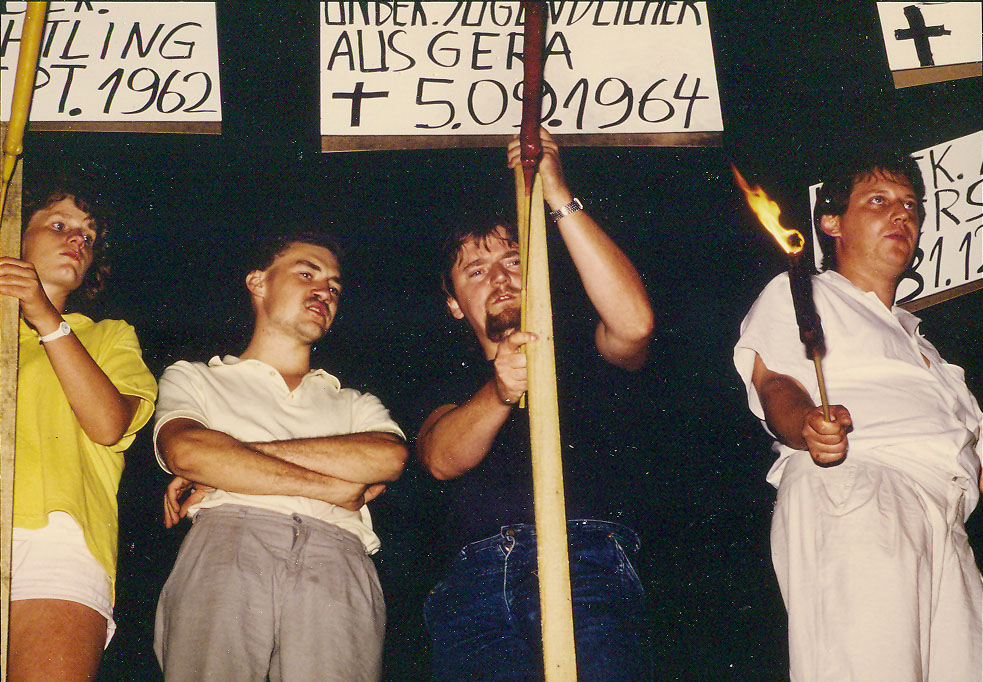
Demonstration in Berlin 1986

Zur Klassifikation der Einzelfälle als Todesopfer der Berliner Mauer entwickelte das ZZF fünf Fallgruppen. Als solche Todesopfer gelten:
- Flüchtlinge, die bei einem Fluchtversuch (ab 1968 laut § 213 des Strafgesetzbuches der DDR Ungesetzlicher Grenzübertritt) von bewaffneten Organen der DDR (siehe: Grenztruppen der DDR) erschossen wurden oder an den Schussverletzungen starben.
- Flüchtlinge, die ohne Fremdeinwirkung im Grenzgebiet zu Tode kamen oder sich angesichts des Scheiterns ihres Fluchtversuchs das Leben nahmen.
- Personen aus Ost und West, die im Bereich der Grenze von bewaffneten Organen der DDR erschossen wurden oder an den Schussverletzungen starben (z. B. Grenzanlagen überkletterten oder versehentlich für Flüchtlinge gehalten und getötet wurden).
- Personen aus Ost und West, die durch Handeln oder Unterlassen der bewaffneten Organe verunglückten bzw. an den dabei erlittenen Verletzungen starben.
- Grenzsoldaten, die während ihres Dienstes an der Mauer getötet wurden.

Die Fälle müssen entweder mit einer Flucht oder kausal und räumlich mit dem Grenzregime zusammenhängen oder sie müssen direkt oder mittelbar auf Verursachung oder Unterlassen der Grenzorgane im Grenzgebiet zurückgehen.

## Liste
Zwischen 1961 und 1989 starben nach den Daten des Forschungsprojekt des ZZF 140 Menschen (101 Flüchtlinge, 31 Menschen ohne Fluchtabsicht (aus Ost und West) und 8 DDR-Grenzsoldaten) an der Berliner Mauer. Es sind nur die Toten aufgeführt, die ihr Leben an der Berliner Mauer einschließlich der Sperranlagen zwischen der DDR und West-Berlin verloren. Menschen, die an der Innerdeutschen Grenze ums Leben kamen, sind in der Liste nicht genannt.
| Name                   | Geboren       | Gestorben           | Alter | Todesumstände |
| ---------------------- | ------------- | ------------------- | ----- | --- |
| Ida Siekmann           | 23. Aug. 1902 | 22. Aug. 1961       | 58    | Bei einem Sprung aus ihrer Wohnung in der Bernauer Straße 48 tödlich verletzt und noch vor Krankenhauseinlieferung gestorben |
| Günter Litfin          | 19. Jan. 1937 | 24. Aug. 1961       | 24    | Erschossen beim Fluchtversuch an der Sektorengrenze im Humboldthafen |
| Roland Hoff            | 19. März 1934 | 29. Aug. 1961       | 27    | Erschossen beim Fluchtversuch im Teltowkanal vor Lichterfelde, Höhe Wupperstraße |
| Rudolf Urban           | 6. Juni 1914  | 17. Sep. 1961       | 47    | Am 19. August 1961 auf der Flucht aus seiner Wohnung in der Bernauer Straße 1 abgestürzt und mit einem Bruch in ein West-Berliner Krankenhaus eingeliefert; an einer dort zugezogenen Lungenentzündung am 17. September 1961 gestorben |
| Olga Segler            | 31. Juli 1881 | 26. Sep. 1961       | 80    | Am 25. September 1961 bei Fluchtversuch mittels Sprung aus ihrer Wohnung in der Bernauer Straße 34 schwer verletzt, am 26. September den dabei erlittenen inneren Verletzungen erlegen |
| Bernd Lünser           | 11. März 1939 | 4. Okt. 1961        | 22    | Stürzte bei einem Fluchtversuch im Kampf mit Grenzsoldaten vom Dach des Hauses Bernauer Straße 44 und verletzte sich tödlich |
| Udo Düllick            | 3. Aug. 1936  | 5. Okt. 1961        | 25    | Beim Fluchtversuch mittels Durchschwimmen und (aufgrund von Beschuss) Durchtauchen der Spree an der Sektorengrenze zwischen Friedrichshain und Kreuzberg ertrunken |
| Werner Probst          | 18. Juni 1936 | 14. Okt. 1961       | 25    | Erschossen beim Fluchtversuch an der Sektorengrenze am Spreeufer in Kreuzberg zwischen Schilling- und Oberbaumbrücke |
| Lothar Lehmann         | 28. Jan. 1942 | 26. Nov. 1961       | 19    | Ertrunken/gestorben an den Folgen von Kälteschock und Kreislaufkollaps beim Fluchtversuch am Außenring in der Havel in der Nähe von Sacrow (bei Potsdam) in Höhe Fährstraße |
| Dieter Wohlfahrt       | 27. Mai 1941  | 9. Dez. 1961        | 20    | Erschossen als Fluchthelfer in Staaken, nahe Bergstraße/Ecke Hauptstraße |
| Ingo Krüger            | 31. Jan. 1940 | 11. Dez. 1961       | 21    | Beim Fluchtversuch an der Sektorengrenze in der Spree in der Nähe des Reichstagufers an der Kieler Straße aufgrund Defekt des Tauchgeräts ertrunken oder an Kälteschock gestorben |
| Georg Feldhahn         | 12. Aug. 1941 | 19. Dez. 1961       | 20    | DDR-Grenzpolizist, der vor Dienstantritt getrunken hatte; ertrunken beim Flucht- und Fahnenfluchtversuch während seines Einsatzes an der Sektorengrenze in der Spree, in West-Berlin gefunden am 11. März 1962 |
| Dorit Schmiel          | 25. Apr. 1941 | 19. Feb. 1962       | 20    | Tödlich angeschossen beim Fluchtversuch an der Sektorengrenze zu Wittenau, Wilhelmsruher Damm, und im Krankenhaus gestorben |
| Heinz Jercha           | 1. Juli 1934  | 27. März 1962       | 27    | Erschossen als Fluchthelfer an der Sektorengrenze zwischen Treptow und Neukölln in der Heidelberger Straße, erlag in West-Berlin seinen Verletzungen |
| Philipp Held           | 2. Mai 1942   | Apr. 1962           | 19    | Am oder nach dem 8. April, laut Autopsie eventuell um den 12. April herum, beim Fluchtversuch ertrunken an der Sektorengrenze beim Durchschwimmen der Spree; Leiche gefunden am 22. April |
| Klaus Brueske          | 14. Sep. 1938 | 18. Apr. 1962       | 23    | Fluchtversuch mit einem durch die Sektorengrenze brechenden Lkw an der Grenzübergangsstelle Heinrich-Heine-Straße; erstickte beim Unfall, der den Lkw auf der West-Berliner Seite zum Stehen brachte |
| Jörgen Schmidtchen     | 28. Juni 1941 | 18. Apr. 1962       | 20    | Im Dienst getöteter Grenzsoldat; erschossen mit der Waffe des Maueropfers Peter Böhme am Gleisdreieck Potsdam-Griebnitzsee gegenüber von Kohlhasenbrück |
| Peter Böhme            | 17. Aug. 1942 | 18. Apr. 1962       | 19    | Erschossen während eines Schusswechsels am Gleisdreieck Potsdam-Griebnitzsee gegenüber von Kohlhasenbrück, nachdem – vermutlich von ihm selbst – mit seiner Waffe der Grenzsoldat Jörgen Schmidtchen erschossen worden war |
| Horst Frank            | 7. Mai 1942   | 29. Apr. 1962       | 19    | Erschossen beim Fluchtversuch an der Sektorengrenze zwischen Schönholz und Reinickendorf, am Bahndamm nördlich der Klemkestraße |
| Peter Göring           | 28. Dez. 1940 | 23. Mai 1962        | 21    | Im Dienst getöteter Grenzsoldat; von einem Querschläger aus der Pistole eines West-Berliner Polizisten tödlich getroffen an der Sektorengrenze am Berlin-Spandauer Schifffahrtskanal/Invalidenfriedhof. |
| Lutz Haberlandt        | 29. Apr. 1938 | 27. Mai 1962        | 24    | Erschossen beim Fluchtversuch an der Sektorengrenze südlich der Sandkrugbrücke, nahe der Charité am Alexanderufer |
| Axel Hannemann         | 27. Apr. 1945 | 5. Juni 1962        | 17    | Erschossen beim Fluchtversuch an der Sektorengrenze in der Spree nahe der Marschallbrücke am Reichstagufer, nachdem der Schiffsführer des Kahns, auf dem er eigentlich nach Westen fliehen wollte, den Zoll gerufen hatte |
| Erna Kelm              | 21. Juli 1908 | 11. Juni 1962       | 53    | Ertrunken beim Fluchtversuch in der Havel in Wannsee, Höhe Nikolskoe |
| Wolfgang Glöde         | 1. Feb. 1949  | 11. Juni 1962       | 13    | Im Gespräch mit dort wohnhaften Kindern zeigte und lud der Grenzer einer Streife an der Sektorengrenze in Treptow in der Kolonie „Sorgenfrei“, nahe der Karpfenteichstraße, seine Waffe; dabei löste sich versehentlich ein Schuss und traf Glöde tödlich |
| Reinhold Huhn          | 8. März 1942  | 18. Juni 1962       | 20    | Im Dienst getöteter Grenzsoldat; von einem Fluchthelfer an der Sektorengrenze zwischen den Ortsteilen Mitte und Kreuzberg erschossen |
| Siegfried Noffke       | 9. Dez. 1939  | 28. Juni 1962       | 22    | Erschossen als Fluchthelfer an der Sektorengrenze zwischen den Ortsteilen Mitte und Kreuzberg in der Heinrich-Heine-Straße 49, nachdem der dortige Fluchttunnel verraten worden war; starb auf dem Weg ins Ost-Berliner Krankenhaus |
| Peter Fechter          | 14. Jan. 1944 | 17. Aug. 1962       | 18    | Erschossen beim Fluchtversuch in Berlin-Mitte, Zimmerstraße; vor den Augen einer großen West-Berliner Menschenmenge im Todesstreifen verblutet |
| Hans-Dieter Wesa       | 10. Jan. 1943 | 23. Aug. 1962       | 19    | An der Sektorengrenze in Gesundbrunnen am S-Bahnhof Bornholmer Straße beim Fluchtversuch zunächst angeschossen und, als er schon am Boden lag, aus kurzer Distanz erschossen |
| Ernst Mundt            | 2. Dez. 1921  | 4. Sep. 1962        | 40    | Erschossen beim Fluchtversuch an der Sektorengrenze, am Sophienfriedhof, Bernauer Ecke Bergstraße |
| Günter Seling          | 28. Apr. 1940 | 30. Sep. 1962       | 22    | Im Dienst getöteter Grenzsoldat; von einem Kameraden am südwestlichen Außenring erschossen, weil nach unterschiedlichen Angaben entweder die Maschinenpistole versehentlich auslöste oder er mit einem DDR-Flüchtling verwechselt wurde |
| Anton Walzer           | 27. Apr. 1902 | 8. Okt. 1962        | 60    | Erschossen beim Fluchtversuch an der Sektorengrenze in der Spree nahe der Oberbaumbrücke |
| Horst Plischke         | 12. Juli 1939 | 19. Nov. 1962       | 23    | Ertrunken beim Fluchtversuch an der Sektorengrenze in der Spree; Leiche gefunden am 10. März 1963 |
| Otfried Reck           | 14. Dez. 1944 | 27. Nov. 1962       | 17    | Nach einem vereitelten Fluchtversuch auf der Flucht vor dem ihn nun verfolgenden Grenzer-Suchtrupp in Grenznähe erschossen |
| Günter Wiedenhöft      | 14. Feb. 1942 | 5./6. Dezember 1962 | 20    | Ertrunken beim Fluchtversuch im Griebnitzsee in Potsdam, Leiche geborgen am 25. März 1963 an der Babelsberger Enge |
| Hans Räwel             | 11. Dez. 1941 | 1. Jan. 1963        | 21    | Erschossen beim Fluchtversuch an der Sektorengrenze in der Spree nahe der Oberbaumbrücke |
| Horst Kutscher         | 5. Juli 1931  | 15. Jan. 1963       | 31    | Erschossen beim – vermutlich alkoholisierten – Fluchtversuch in Berlin-Treptow, im Gebiet Altglienicke/Rudower Chaussee/Rudower Straße; 1956 war eine erste Flucht geglückt, Kutscher ist mit Familie aber nach einem Jahr in die DDR zurückgekehrt |
| Peter Kreitlow         | 15. Jan. 1943 | 24. Jan. 1963       | 20    | Erschossen beim Fluchtversuch in Nieder Neuendorf; einziger Mauertoter, der von sowjetischen Soldaten erschossen wurde |
| Wolf-Olaf Muszynski    | 1. Feb. 1947  | Feb./März 1963      | 16    | Ertrunken beim Fluchtversuch; Todestag unklar: ab 6. Februar vermisst, am 1. April 1963 aus der Spree in Kreuzberg in Höhe Cuvrystraße 51 geborgen |
| Peter Mädler           | 10. Juli 1943 | 26. Apr. 1963       | 19    | Erschossen beim Fluchtversuch im Teltowkanal, gegenüber von Zehlendorf in Höhe des Kleinmachnower Weges |
| Siegfried Widera       | 12. Feb. 1941 | 8. Sep. 1963        | 22    | Im Dienst getöteter Grenzsoldat; von Flüchtlingen am 23. August 1963 an der Sektorengrenze in Johannisthal in der Nähe der Massantebrücke schwer verletzt, am 8. September gestorben |
| Klaus Schröter         | 21. Feb. 1940 | 4. Nov. 1963        | 23    | Beim Fluchtversuch an der Sektorengrenze in der Spree zwischen Kronprinzen- und Marschallbrücke angeschossen und infolge der Schussverletzung ertrunken |
| Dietmar Schulz         | 21. Okt. 1939 | 25. Nov. 1963       | 24    | Bei einem Fluchtversuch über die Gleisanlagen nördlich des S-Bahnhofs Bornholmer Straße von einem Zug erfasst und wenig später im Volkspolizei-Krankenhaus gestorben. |
| Dieter Berger          | 27. Okt. 1939 | 13. Dez. 1963       | 24    | Er kletterte stark alkoholisiert an der Sektorengrenze in Adlershof am Teltowkanal, nahe der Wredebrücke, über den Grenzzaun, den er nach Warnschüssen wieder hinab stieg. Als er sich vom Grenzzaun entfernte, eröffneten die Grenztruppen das Feuer und trafen ihn tödlich, als er schon am Boden lag; von einer Fluchtabsicht wird nicht ausgegangen |
| Paul Schultz           | 2. Okt. 1945  | 25. Dez. 1963       | 18    | Erschossen beim Fluchtversuch an der Sektorengrenze zwischen Mitte und Kreuzberg in Höhe Melchiorstraße/Bethaniendamm, gestorben im West-Berliner Krankenhaus |
| Walter Hayn            | 31. Jan. 1939 | 27. Feb. 1964       | 25    | Erschossen beim Fluchtversuch an der Sektorengrenze in Treptow nahe der Kleingartenanlage „Sorgenfrei“ |
| Adolf Philipp          | 13. Aug. 1943 | 5. Mai 1964         | 20    | West-Berliner, der im Grenzbereich zum Spandauer Forst am Oberjägerweg erschossen wurde, als er mit einer Gaspistole zwei Grenzer bedrohte; hatte bereits früher Grenzen und Grenzbereiche angesehen bzw. betreten und wollte vermutlich zu einem späteren Zeitpunkt eine Fluchthilfe planen |
| Walter Heike           | 20. Sep. 1934 | 22. Juni 1964       | 29    | Erschossen beim Fluchtversuch an der Sektorengrenze in der Nähe des Invalidenfriedhofs |
| Norbert Wolscht        | 27. Okt. 1943 | 28. Juli 1964       | 20    | Bei Fluchtversuch mit vermutlich selbst angefertigtem Tauchgerät unter ungeklärten Umständen in der Havel ertrunken |
| Rainer Gneiser         | 10. Nov. 1944 | 28. Juli 1964       | 19    | Bei Fluchtversuch mit vermutlich selbst angefertigtem Tauchgerät unter ungeklärten Umständen in der Havel ertrunken |
| Hildegard Trabant      | 12. Juni 1927 | 18. Aug. 1964       | 37    | Bei einem Fluchtversuch von zwei Angehörigen der Grenztruppen der DDR im Bereich der stillgelegten S-Bahn-Strecke zwischen den Bahnhöfen Schönhauser Allee und Gesundbrunnen entdeckt und erschossen, als sie zurück Richtung Ost-Berlin floh |
| Wernhard Mispelhorn    | 10. Nov. 1945 | 20. Aug. 1964       | 18    | Bei einem Fluchtversuch bei der Kleingartenkolonie in Schönholz am 18. August 1964 angeschossen und zwei Tage später im Krankenhaus der Volkspolizei gestorben |
| Egon Schultz           | 4. Jan. 1943  | 5. Okt. 1964        | 21    | Im Dienst getöteter Grenzsoldat; irrtümlich von Kameraden erschossen bei einem Feuergefecht mit Fluchthelfern an der Sektorengrenze in Berlin-Mitte, Strelitzer Straße 55 |
| Hans-Joachim Wolf      | 8. Aug. 1947  | 26. Nov. 1964       | 17    | Erschossen beim Fluchtversuch an der Sektorengrenze in Baumschulenweg, im Britzer Zweigkanal in Höhe Heidekampgraben |
| Joachim Mehr           | 3. Apr. 1945  | 3. Dez. 1964        | 19    | Beim Fluchtversuch in Hohen Neuendorf/Bergfelde zunächst angeschossen und, als er bereits auf dem Boden lag, aber sich noch bewegte, erschossen |
| N.N.                   |               | 19. Jan. 1965       |       | Wurde gesehen, wie er bei einem Fluchtversuch in der Spree ertrank; Verbleib der Leiche und Identität des etwa 30-Jährigen unbekannt; eventuell mit einer in West-Berlin am 8. Juli 1965 gefundenen, nicht identifizierten Wasserleiche identisch |
| Christian Buttkus      | 21. Feb. 1944 | 4. März 1965        | 21    | Erschossen beim Fluchtversuch in Kleinmachnow/Dreilinden, nahe Teerofendamm |
| Ulrich Krzemien        | 13. Sep. 1940 | 25. März 1965       | 24    | Am 13. April 1965 in der Spree zwischen der Brommy- und der Schillingbrücke gefunden; mit großer Wahrscheinlichkeit identisch mit einem möglicherweise alkoholisierten Mann, der am 25. März 1965 die Spree in der Nähe des Osthafens an der Sektorengrenze zwischen Kreuzberg und Friedrichshain von Berlin-West nach Berlin-Ost durchquerte, aus Erschöpfung nicht das Ost-Berliner Ufer erklimmen konnte und trotz Bittens um Hilfe unter den Augen eines tatenlosen DDR-Grenzpostens ertrank                                                                                    |
| Hans-Peter Hauptmann   | 20. März 1939 | 3. Mai 1965         | 26    | Geriet vor seinem grenznahen Haus mit einer Grenztruppe in Streit und griff dabei nach dem Waffenlauf eines Grenzpostens; wurde durch Schüsse am 24. April 1965 am Außenring im Grenzgebiet zwischen Potsdam-Babelsberg und West-Berlin schwer verletzt, woraufhin ihm bei einer Operation eine Niere entfernt wurde; als die andere Niere versagte, starb er am 3. Mai 1965 |
| Hermann Döbler         | 28. Okt. 1922 | 15. Juni 1965       | 42    | West-Berliner Motorbootfahrer, der auf dem Teltowkanal in der Nähe des Kontrollpunktes Dreilinden, unabsichtlich die – 100 Meter weiter entfernt geglaubte – Grenze überquerte und daraufhin von DDR-Grenzsoldaten erschossen wurde |
| Klaus Kratzel          | 3. März 1940  | 8. Aug. 1965        | 25    | Tödlich verunglückt beim Fluchtversuch an der Sektorengrenze im S-Bahn-Tunnel zwischen den Bahnhöfen Pankow und Schönhauser Allee |
| Klaus Garten           | 19. Juli 1941 | 18. Aug. 1965       | 24    | Tödlich verletzt beim Fluchtversuch in Teltow, nahe Philipp-Müller-Allee und im Ost-Berliner Krankenhaus den Verletzungen erlegen |
| Walter Kittel          | 21. Mai 1942  | 18. Okt. 1965       | 23    | Aus nächster Nähe beim Fluchtversuch in Kleinmachnow erschossen, als er sich auf Aufforderung hin den DDR-Grenzern ergeben wollte. Die Tat führte 1992 zum höchsten Strafmaß in einem Mauerschützenprozess. |
| Heinz Cyrus            | 5. Juni 1936  | 11. Nov. 1965       | 29    | Wurde am 10. November beim Fluchtversuch entdeckt, flüchtete vor den ihn verfolgenden Grenzern in das grenznahe Haus Gartenstraße 85 in Prenzlauer Berg und kletterte, als das umstellte Haus durchsucht wurde, aus dem Flurfenster im vierten Stock; stürzte in den Hof und erlag am folgenden Morgen im Krankenhaus seinen Verletzungen |
| Heinz Sokolowski       | 17. Dez. 1917 | 25. Nov. 1965       | 47    | Erschossen beim Fluchtversuch an der Sektorengrenze zwischen Brandenburger Tor und Clara-Zetkin-Straße |
| Erich Kühn             | 27. Feb. 1903 | 3. Dez. 1965        | 62    | Beim Fluchtversuch in den Bauch geschossen am 26. November 1965 an der Sektorengrenze im Bereich des Bahndamms Sonnenallee, nahe der Kleingartensparte „Eintracht“; im Krankenhaus am 3. Dezember 1965 einer Bauchfellentzündung erlegen |
| Heinz Schöneberger     | 7. Juni 1938  | 26. Dez. 1965       | 27    | Erschossen beim Fluchtversuch an der Sektorengrenze zwischen Mitte und Kreuzberg am Grenzkontrollpunkt Heinrich-Heine-Straße |
| Dieter Brandes         | 23. Okt. 1946 | 11. Jan. 1966       | 19    | Beschossen beim Fluchtversuch am 9. Juni 1965 an der Sektorengrenze im Bereich Nordbahnhof/Gartenstraße und am 11. Januar 1966 seinen schweren körperlichen und psychischen Verletzungen erlegen (Kreislaufversagen) |
| Willi Block            | 5. Juni 1934  | 7. Feb. 1966        | 31    | Erschossen beim Fluchtversuch in Staaken, nahe der Grenzübergangsstelle, als er bereits am Boden lag, weil sich seine Kleidung im Stacheldraht verfangen hatte |
| Lothar Schleusener     | 14. Jan. 1953 | 14. März 1966       | 13    | Erschossen beim Fluchtversuch an der Sektorengrenze in Treptow, Kleingartenkolonie „Sorgenfrei“ in der Nähe des S-Bahnhofs Plänterwald |
| Jörg Hartmann          | 27. Okt. 1955 | 14. März 1966       | 10    | Erschossen beim Fluchtversuch an der Sektorengrenze in Treptow, Kleingartenkolonie „Sorgenfrei“ in der Nähe des S-Bahnhofs Plänterwald; jüngstes Opfer, das an der Mauer erschossen wurde |
| Willi Marzahn          | 3. Juni 1944  | 19. März 1966       | 21    | Erschossen beim Fluchtversuch während eines Schusswechsels zwischen zwei Flüchtlingen und den Besatzungen zweier Grenzwachtürme bei Kohlhasenbrück/Steinstücken |
| Eberhard Schulz        | 11. März 1946 | 30. März 1966       | 20    | Erschossen beim Fluchtversuch in Großziethen; der Mitflüchtling wurde festgenommen |
| Michael Kollender      | 19. Feb. 1945 | 25. Apr. 1966       | 21    | Erschossen beim Flucht- und (als NVA-Soldat) Fahnenfluchtversuch an der Sektorengrenze in Johannisthal am Teltowkanal; die Schützen wurden im wiedervereinigten Deutschland freigesprochen, da Fahnenflucht laut DDR-Militärgesetz von 1962 ein Verbrechen war |
| Paul Stretz            | 28. Feb. 1935 | 29. Apr. 1966       | 31    | West-Berliner, der angetrunken an der Sektorengrenze im Berlin-Spandauer Schifffahrtskanal in Höhe Invalidenfriedhof badete; von DDR-Grenzern erschossen, die ihn für einen Flüchtling hielten |
| Eduard Wroblewski      | 3. März 1933  | 26. Juli 1966       | 33    | Erschossen beim Fluchtversuch (unter Alkohol) am Außenring in Mahlow an der Grenze zu Lichtenrade in der Nähe des ehemaligen S-Bahn-Damms; eine erste Flucht war ihm 1952 gelungen, nach neun Monaten war er aber in die DDR zurückgekehrt |
| Heinz Schmidt          | 26. Okt. 1919 | 29. Aug. 1966       | 46    | West-Berliner, der vermutlich aufgrund psychischer Krankheit den Schifffahrtskanal nördlich des Invalidenfriedhofs durchschwamm und auf dem Rückweg von DDR-Grenzern beschossen und tödlich verletzt wurde |
| Andreas Senk           | 1960          | 13. Sep. 1966       | 6     | Von einem Spielkameraden an der Sektorengrenze zwischen Kreuzberg und Friedrichshain, nahe der Oberbaumbrücke, in die Spree gestoßen und ertrunken |
| Karl-Heinz Kube        | 10. Apr. 1949 | 16. Dez. 1966       | 17    | Erschossen beim Fluchtversuch in Kleinmachnow in der Nähe des Teltower Hafens; der Mit-Flüchtling wurde festgenommen |
| Max Willi Sahmland     | 28. März 1929 | 27. Jan. 1967       | 37    | Erschossen beim alkoholisierten Fluchtversuch an der Sektorengrenze im Teltowkanal in Berlin-Rudow, nahe der Kanalstraße in Höhe der Firma Eternit, und abgesunken; Leiche von der West-Berliner Wasserschutzpolizei am 8. März 1967 geborgen; zwei Mit-Flüchtlinge gaben auf und blieben unentdeckt |
| Franciszek Piesik      | 23. Nov. 1942 | 17. Okt. 1967       | 24    | Bei einem Fluchtversuch im Nieder Neuendorfer See, am Berliner Außenring zwischen Hennigsdorf (Kreis Nauen) und Berlin-Spandau ertrunken |
| Elke Weckeiser         | 31. Okt. 1945 | 18. Feb. 1968       | 22    | Erschossen beim Fluchtversuch mit Dieter Weckeiser an der Sektorengrenze gegenüber dem Reichstagsgebäude nahe der Kronprinzenbrücke |
| Dieter Weckeiser       | 15. Feb. 1943 | 19. Feb. 1968       | 25    | Angeschossen am 18. Februar 1968 beim Fluchtversuch mit Elke Weckeiser an der Sektorengrenze gegenüber dem Reichstagsgebäude nahe der Kronprinzenbrücke, gestorben am 19. Februar 1968; war 1962 freiwillig mit seiner ersten Ehefrau in die DDR eingereist |
| Herbert Mende          | 9. Feb. 1939  | 10. März 1968       | 29    | Wurde alkoholisiert am 7. Juli 1962 von Volkspolizisten in Potsdam an der Glienicker Brücke kontrolliert und hatte keine Ausweispapiere dabei; als er versuchte, in den von ihm erwarteten Linienbus einzusteigen, wurde er angeschossen; starb 5½ Jahre danach an den Spätfolgen |
| Bernd Lehmann          | 31. Juli 1949 | 28. Mai 1968        | 18    | Bei einem Fluchtversuch in der Spree zwischen Treptow und Kreuzberg in den Unterwassersperranlagen der Grenze (Stacheldraht) ertrunken |
| Siegfried Krug         | 22. Juli 1939 | 6. Juli 1968        | 28    | Westdeutscher, der über den Grenzübergang Friedrichstraße in die DDR einreiste und aus unbekannten Gründen in das abgesperrte Sektorengrenzgebiet auf dem Pariser Platz vor dem Brandenburger Tor vordrang; ignorierte Warnrufe und -schüsse zunächst, drehte schließlich um und ging dicht auf einen der drei ihn bedrohenden Grenzposten zu, der ihn erschoss |
| Rolf Henniger          | 30. Nov. 1941 | 15. Nov. 1968       | 26    | Im Dienst getöteter Grenzsoldat; erschossen vom flüchtigen Volkspolizisten Horst Körner in Klein-Glienicke/Schlosspark Babelsberg, in der Nähe des Altenheims Wasserstraße; Henniger hatte laut Aussagen von Verwandten selbst Fluchtgedanken gehabt |
| Horst Körner           | 12. Juli 1947 | 15. Nov. 1968       | 21    | Erschossen beim Fluchtversuch in Klein-Glienicke/Schlosspark Babelsberg, in der Nähe des Altenheims Wasserstraße; zuvor hatte der Volkspolizist mit seiner Dienstpistole das Feuer auf zwei ihn entdeckende Grenzsoldaten eröffnet und dabei Rolf Henniger getötet |
| Johannes Lange         | 17. Dez. 1940 | 9. Apr. 1969        | 28    | Erschossen beim Fluchtversuch an der Sektorengrenze in Berlin-Mitte, im Bereich Adalbertstraße/Leuschnerdamm |
| Klaus-Jürgen Kluge     | 25. Juli 1948 | 13. Sep. 1969       | 21    | Erschossen beim Fluchtversuch an der Sektorengrenze nahe der Helmut-Just-Brücke |
| Leo Lis                | 10. Mai 1924  | 20. Sep. 1969       | 45    | Erschossen beim Fluchtversuch an der Sektorengrenze in der Nähe des Nordbahnhofs |
| Eckhard Wehage         | 8. Juli 1948  | 10. März 1970       | 21    | Beging nach einem gescheiterten Versuch, durch die Entführung einer Maschine der Interflug von Ost- nach West-Berlin zu flüchten, mit seiner Ehefrau Selbstmord. |
| Christel Wehage        | 15. Dez. 1946 | 10. März 1970       | 23    | Beging nach einem gescheiterten Versuch, durch die Entführung einer Maschine der Interflug von Ost- nach West-Berlin zu flüchten, mit ihrem Ehemann Selbstmord. |
| Heinz Müller           | 16. Mai 1943  | 19. Juni 1970       | 27    | Westdeutscher, der aus ungeklärten Gründen – möglicherweise unter Alkoholeinfluss – von der westdeutschen Seite in die Sperranlage an der Sektorengrenze in Berlin-Friedrichshain nahe der Schillingbrücke geriet und dort erschossen wurde |
| Willi Born             | 19. Juli 1950 | 7. Juli 1970        | 19    | Selbsttötung während gescheitertem Fluchtversuch, als er von Grenzsoldaten gestellt wurde |
| Friedhelm Ehrlich      | 11. Juli 1950 | 2. Aug. 1970        | 20    | Zur NVA einberufen und zuletzt in einer Grenzkompagnie dienend, drang Ehrlich alkoholisiert, unbewaffnet und lautstark (u. a. laut pfeifend) in den Sektorengrenzraum in der Nähe der Leipziger Straße/Staerkstraße am Außenring in Glienicke/Nordbahn (Kreis Oranienburg) ein; wurde gestellt, soll dann eine Waffe vorgetäuscht und die Grenztruppen zum Schießen aufgefordert haben, woraufhin ein Soldat auf ihn schoss und u. a. eine Bein-Hauptschlagader traf; Erste Hilfe wurde nicht geleistet, Ehrlich verblutete nach Einlieferung ins Krankenhaus; Fluchtabsicht unklar |
| Gerald Thiem           | 6. Sep. 1928  | 7. Aug. 1970        | 41    | Durchdrang aus ungeklärten Gründen alkoholisiert die Grenze von West-Berlin nach Ost-Berlin; wurde an der Sektorengrenze zwischen Neukölln und Treptow, Kiefholzstraße/Höhe Puderstraße, erschossen und starb auf dem Weg ins Ost-Berliner Krankenhaus |
| Helmut Kliem           | 2. Juni 1939  | 13. Nov. 1970       | 31    | Näherte sich – in ein Gespräch verwickelt und unter Alkoholeinfluss – versehentlich einer Grenzanlage am Außenring in Falkensee, Ortsteil Falkenhöh, nahe der Pestalozzistraße, und wurde beim Entfernen von der Anlage erschossen; sein Mitfahrer wurde verletzt, aber nicht wegen ungesetzlichen Grenzübertritts angeklagt; Vorfall in der DDR als (vertuschter) Unfall gewertet |
| Hans-Joachim Zock      | 26. Jan. 1940 | Nov. 1970           | 30    | Ertrank bei einem Fluchtversuch in der Spree zwischen dem 14. und 17. November 1970. Seine Leiche wurde am 17. Dezember 1970 nahe dem S-Bahnhof Jannowitzbrücke geborgen. |
| Christian-Peter Friese | 5. Aug. 1948  | 25. Dez. 1970       | 22    | Erschossen beim Fluchtversuch an der Sektorengrenze in Treptow, im Bereich Köllnische Heide/Dammweg |
| Rolf-Dieter Kabelitz   | 23. Juni 1951 | 30. Jan. 1971       | 19    | Beim Betreten des Grenzgebiets am Außenring zwischen Bergfelde (Kreis Oranienburg) und Reinickendorf am 7. Januar entdeckt und nach Verfolgung zurück Richtung DDR angeschossen und schwer verletzt; litt im Krankenhaus an einer sich ausbreitenden inneren Infektion mit Fieberschüben und Bewusstseinsstörungen; starb am 30. Januar schließlich an einer am Morgen des Tages diagnostizierten Lungenentzündung; Fluchtabsicht wahrscheinlich, aber in Verhören im Krankenhaus bestritten                                                                                        |
| Wolfgang Hoffmann      | 1. Sep. 1942  | 15. Juli 1971       | 28    | Versuchte nach erfolgreicher DDR-Flucht 1961, vermutlich alkoholisiert, die in der DDR lebende Mutter zu besuchen, und sprang nach der Festnahme aus einem zehn Meter hohen Fenster im Polizeigebäude; Selbstmordabsicht unklar, die DDR ging von einem Unfall aus |
| Werner Kühl            | 10. Jan. 1949 | 24. Juli 1971       | 22    | Beim Versuch, mit einem Freund die Grenze von West-Berlin nach Ost-Berlin – vermutlich zwecks Niederlassung in der DDR – heimlich zu überqueren, an der Sektorengrenze in Treptow nahe der Brücke Britzer Allee/Baumschulenweg erschossen; Freund wurde im Osten gefangen genommen und am 30. August in den Westen ausgewiesen |
| Dieter Beilig          | 5. Sep. 1941  | 2. Okt. 1971        | 30    | Festgenommen, als er auf der Mauer der Sektorengrenze in Berlin-Mitte am Brandenburger Tor balancierte und dann nach Ost-Berlin hinuntersprang; im Gebäude der Akademie der Künste (Grenztruppen-Führungspunkt) verhört und dort, laut DDR-Grenztruppen, bei einem Fluchtversuch aus dem Fenster aus nächster Nähe erschossen; war bereits im April 1964 unter ungeklärten Umständen in Stasi-Gefangenschaft geraten, aber von Westdeutschland 1964 freigekauft worden |
| Horst Kullack          | 20. Nov. 1948 | 21. Jan. 1972       | 23    | Angeschossen beim Fluchtversuch am 1. Januar 1972 bei Großziethen an der Grenze zu Lichtenrade und schwer verletzt; von der Stasi in der Folge aus psychiatrischen Gründen für unzurechnungsfähig erklärt und zur Einweisung in eine Anstalt (anstelle Anklage wegen ungesetzlichen Grenzübertritts) empfohlen; am 21. Januar 1972 an den erlittenen inneren Verletzungen gestorben |
| Manfred Weylandt       | 12. Juli 1942 | 14. Feb. 1972       | 29    | Beim Fluchtversuch unter Alkoholeinfluss an der Sektorengrenze nahe der Schillingbrücke in der Spree zwischen Friedrichshain und Kreuzberg mit einem Kopfschuss angeschossen und daraufhin ertrunken |
| Klaus Schulze          | 13. Okt. 1952 | 7. März 1972        | 19    | Erschossen beim Fluchtversuch nördlich von Falkensee nahe der Pestalozzistraße, unweit der Exklave Eiskeller; der Mitflüchtling entkam in den Westen |
| Cengaver Katrancı      | 1963          | 30. Okt. 1972       | 9     | Beim Vögelfüttern an der Sektorengrenze zwischen Friedrichshain und Kreuzberg nahe der Oberbaumbrücke in die Spree gefallen und ertrunken |
| Holger H.              | 1971          | 22. Jan. 1973       | 1     | Im Auto erstickt während der Flucht mit seinen Eltern über die Sektorengrenze in Berlin |
| Volker Frommann        | 23. Apr. 1944 | 5. März 1973        | 29    | Versuchte am 1. März 1973 die Flucht mit einer S-Bahn, verletzte sich beim Sprung aus dem Zug schwer und erlag vier Tage später im Krankenhaus den Verletzungen |
| Horst Einsiedel        | 8. Feb. 1940  | 15. März 1973       | 33    | Erschossen beim Fluchtversuch an der Sektorengrenze am Friedhof Pankow |
| Manfred Gertzki        | 17. Mai 1942  | 27. Apr. 1973       | 30    | An der Sektorengrenze in Berlin-Mitte, in der Reinhardtstraße nahe dem Reichstagsgebäude, niedergeschossen; beim Versuch, den leblosen Körper zu bergen, stieß ihn ein DDR-Grenzer in die Spree, wo er aufgrund einer mit Metallstücken verstärkten und vermeintlich kugelsicheren Jacke sofort sank; unklar ist, ob Gertzki bereits an den Schüssen oder erst durch Ertrinken starb |
| Siegfried Kroboth      | 23. Apr. 1968 | 14. Mai 1973        | 5     | Beim Spielen an der Sektorengrenze am Kreuzberger Gröbenufer nahe der Oberbaumbrücke (West-Berlin) in die Spree gefallen und ertrunken |
| Burkhard Niering       | 1. Sep. 1950  | 5. Jan. 1974        | 23    | Erschossen beim Fluchtversuch mit Geiselnahme an der Sektorengrenze im Grenzkontrollpunkt Friedrich-/Zimmerstraße (Checkpoint Charlie) |
| Czesław Kukuczka       | 23. Juli 1935 | 29. März 1974       | 39    | Polnischer Staatsangehöriger, von einem Stasi-Mitarbeiter im Grenzübergang Bahnhof Friedrichstraße ermordet, als er mit einem kurz zuvor von der Vertretung Polens in der DDR durch eine Bombendrohung erpressten Ausreise-Visum Ost-Berlin verlassen wollte. |
| Johannes Sprenger      | 3. Dez. 1905  | 10. Mai 1974        | 68    | Erschossen beim Betreten des Sektorengrenzgebiets in Berlin-Altglienicke, Nähe Hornkleepfad, zwischen Treptow und Neukölln. Fluchtabsicht ist unwahrscheinlich, da der Rentner West-Deutschland legal bereisen durfte und das bereits zweimal getan hatte. Er hatte gesundheitliche Probleme infolge von Lungenkrebs (die genaue Diagnose war ihm jedoch nicht bekannt). Deswegen und wegen der Abschiedsworte an seine Frau nahmen das MfS und nach der Wiedervereinigung auch das Berliner Landgericht (Mauerschützenprozesse) Selbstmord an.                                     |
| Giuseppe Savoca        | 22. Apr. 1968 | 15. Juni 1974       | 6     | Beim Spielen an der Sektorengrenze am Gröbenufer in Kreuzberg (West-Berlin) in die Spree gefallen und ertrunken |
| Herbert Halli          | 24. Nov. 1953 | 3. Apr. 1975        | 21    | Erschossen bei einem Fluchtversuch unter Alkoholeinfluss an der Sektorengrenze in Berlin-Mitte, Zimmer-/Otto-Grotewohl-Straße; nach einem Warnschuss Richtung DDR zurückgelaufen, dabei von einem Grenzposten erschossen; erlag im Krankenhaus den Verletzungen |
| Çetin Mert             | 11. Mai 1970  | 11. Mai 1975        | 5     | Beim Spielen an der Sektorengrenze am Gröbenufer in Kreuzberg (West-Berlin) in die Spree gefallen und ertrunken |
| Herbert Kiebler        | 24. März 1952 | 27. Juni 1975       | 23    | Erschossen beim Fluchtversuch am Außenring in Mahlow an der Grenze zu Lichtenrade, westlich der Fernstraße 96 |
| Lothar Hennig          | 30. Juni 1954 | 5. Nov. 1975        | 21    | Angeschossen am 4. November 1975 in Potsdam/Sacrow, Weinmeisterweg, als er im Dauerlauf von der grenznahen Bushaltestelle nach Hause lief und laut Schützenaussage Warnrufe und einen Warnschuss ignorierte; am 5. November 1975 im Armeelazarett Potsdam-Drewitz gestorben; der Schütze war als Sonderposten zur Suche eines (mit Hennig in keiner Beziehung stehenden) DDR-Flüchtlings eingeteilt |
| Dietmar Schwietzer     | 21. Feb. 1958 | 16. Feb. 1977       | 18    | Erschossen beim Fluchtversuch in Schönwalde, Berliner Allee |
| Henri Weise            | 13. Juli 1954 | Mai 1977            | 22    | In der Spree unter ungeklärten Umständen eventuell am 17. Mai 1977 ertrunken und am 27. Juli 1977 gefunden; vorausgegangene Ausreiseanträge und geäußerte Ausreisewünsche legen einen Fluchtversuch nahe |
| Wladimir Odinzow       | 1960          | 2. Feb. 1979        | 18    | Sowjetsoldat, von Volkspolizisten bei der Fahndung nach einem bewaffneten Sowjetsoldaten erschossen, als er aus unbekanntem Grund nachts auf der Dorfstraße von Seeburg in Richtung West-Berlin unterwegs war und sich der Festnahme entziehen wollte. |
| Ulrich Steinhauer      | 13. März 1956 | 4. Nov. 1980        | 24    | Im Dienst getöteter Grenzsoldat; von einem flüchtenden Kameraden in Schönwalde/Kreis Nauen erschossen |
| Marienetta Jirkowsky   | 25. Aug. 1962 | 22. Nov. 1980       | 18    | Erschossen beim Fluchtversuch in Hohen Neuendorf, nahe der Invalidensiedlung/Florastraße; zwei Mit-Flüchtlingen gelang die Flucht |
| Hans-Peter Grohganz    | 25. Sep. 1948 | 9. Feb. 1981        | 32    | Kraftwagenfahrer aus Premnitz. Nach Ablehnung seines Ausreiseantrages und einer Inhaftierung versuchte er durch die Spree nach West-Berlin zu gelangen. Sein lebloser Körper wurde 800 Meter westlich der Elsenbrücke entdeckt. |
| Johannes Muschol       | 31. Mai 1949  | 16. März 1981       | 31    | Westdeutscher, der aller Wahrscheinlichkeit nach aus psychischer Verwirrtheit in den Todesstreifen an der Sektorengrenze zwischen Wilhelmsruh und Schönholz sprang und versuchte, Richtung DDR zu fliehen; aus kurzer Distanz erschossen, als er eine drei Meter hohe Mauer nicht überwinden konnte |
| Hans-Jürgen Starrost   | 24. Juni 1954 | 16. Apr. 1981       | 26    | Beim Fluchtversuch am frühen Morgen des 14. April 1981 in Teltow-Sigridshorst angeschossen und im Bauchraum schwer verletzt; wurde zunächst verhört, dann in ein Armeelazarett in Potsdam ohne Intensivstation eingeliefert; schließlich Verlegung ins Bezirkskrankenhaus, dort Tod am 16. April |
| Thomas Taubmann        | 22. Juli 1955 | 12. Dez. 1981       | 26    | Versuchte die Flucht mit einem Zug und verunglückte beim Sprung vom Zug tödlich |
| Lothar Fritz Freie     | 8. Feb. 1955  | 6. Juni 1982        | 27    | West-Berliner, der aus ungeklärten Gründen mit bloßem Oberkörper auf DDR-Grenzgebiet in Prenzlauer Berg zwischen Bornholmer Straße/Behmstraße, nahe der Helmut-Just-Brücke, lief; als er nach Anruf zurück in den Westen floh, angeschossen am 4. Juni 1982, gestorben am 6. Juni 1982 |
| Silvio Proksch         | 3. März 1962  | 25. Dez. 1983       | 21    | Erschossen an der Sektorengrenze in Pankow am Bürgerpark nahe der Leonhard-Frank-Straße beim spontanen Fluchtversuch unter erheblichem Alkoholeinfluss |
| Michael-Horst Schmidt  | 20. Okt. 1964 | 1. Dez. 1984        | 20    | Erschossen beim Fluchtversuch an der Sektorengrenze in Pankow, Wollankstraße/Schulzestraße 23–24 und im Krankenhaus verblutet |
| Rainer Liebeke         | 11. Sep. 1951 | 3. Sep. 1986        | 34    | Ertrunken beim Fluchtversuch im Sacrower See am Außenring zwischen Groß Glienicke (Potsdam-Land) und Berlin-Spandau; die Leiche wurde eine Woche später von Schülern gefunden |
| Manfred Mäder          | 23. Aug. 1948 | 21. Nov. 1986       | 38    | Erschossen beim Fluchtversuch mit René Gross an der Sektorengrenze in Treptow, im Bereich Karpfenteichstraße |
| René Gross             | 1. Mai 1964   | 21. Nov. 1986       | 22    | Erschossen beim Fluchtversuch mit Manfred Mäder an der Sektorengrenze in Treptow, im Bereich Karpfenteichstraße |
| Michael Bittner        | 31. Aug. 1961 | 24. Nov. 1986       | 25    | Erschossen beim Fluchtversuch in Glienicke/Nordbahn, Nohlstraße |
| Lutz Schmidt           | 8. Juli 1962  | 12. Feb. 1987       | 24    | Erschossen beim Fluchtversuch an der Berliner Sektorengrenze zwischen Treptow und Berlin-Neukölln, im Bereich Rheingoldstraße/Siedlung Rehpfuhl, nahe der Grenzübergangsstelle Rudower Chaussee |
| Ingolf Diederichs      | 13. Apr. 1964 | 13. Jan. 1989       | 24    | Tödlich verunglückt an der Sektorengrenze im Bereich Bösebrücke/Grenzübergangsstelle Bornholmer Straße beim Fluchtversuch mittels Sprung aus einer S-Bahn |
| Chris Gueffroy         | 21. Juni 1968 | 5. Feb. 1989        | 20    | Erschossen beim Fluchtversuch in Berlin-Treptow, nahe der Kleingartenkolonie „Harmonie“ am Britzer Zweigkanal |
| Winfried Freudenberg   | 29. Aug. 1956 | 8. März 1989        | 32    | Umgekommen beim Absturz mit einem Ballon über West-Berlin |

Quelle: Chronik der Mauer – herausgegeben von der Bundeszentrale für politische Bildung, dem Deutschlandradio und dem Zentrum für Zeithistorische Forschung in Potsdam.

## Statistik
Es gibt diverse Statistiken, die nicht nur versuchen, die Zahl der Todesopfer an der Mauer zu ermitteln, sondern insbesondere auch bestrebt sind, die Lebensgeschichten und Todesumstände aller Mauertoten, und auch weitere Spezifika der Todesfälle zu dokumentieren u. a. durch diverse Fallgruppenbildungen.
Überblick über die Todesfälle im Zeitraum vom 13. August 1961 bis 1989 nach Jahren:
Überblick über die Anzahl der Flüchtlinge im Zeitraum vom 13. August 1961 bis 1989 nach Jahren (für die Jahre ohne Wertangabe liegen keine Zahlen vor):